# Virgil Misidjan
Virgil Roy Misidjan surnommé Vura, est un footballeur international surinamais, né le 24 juillet 1993 à Goirle. Il évolue au poste d'ailier droit au Ferencváros TC.

## Biographie

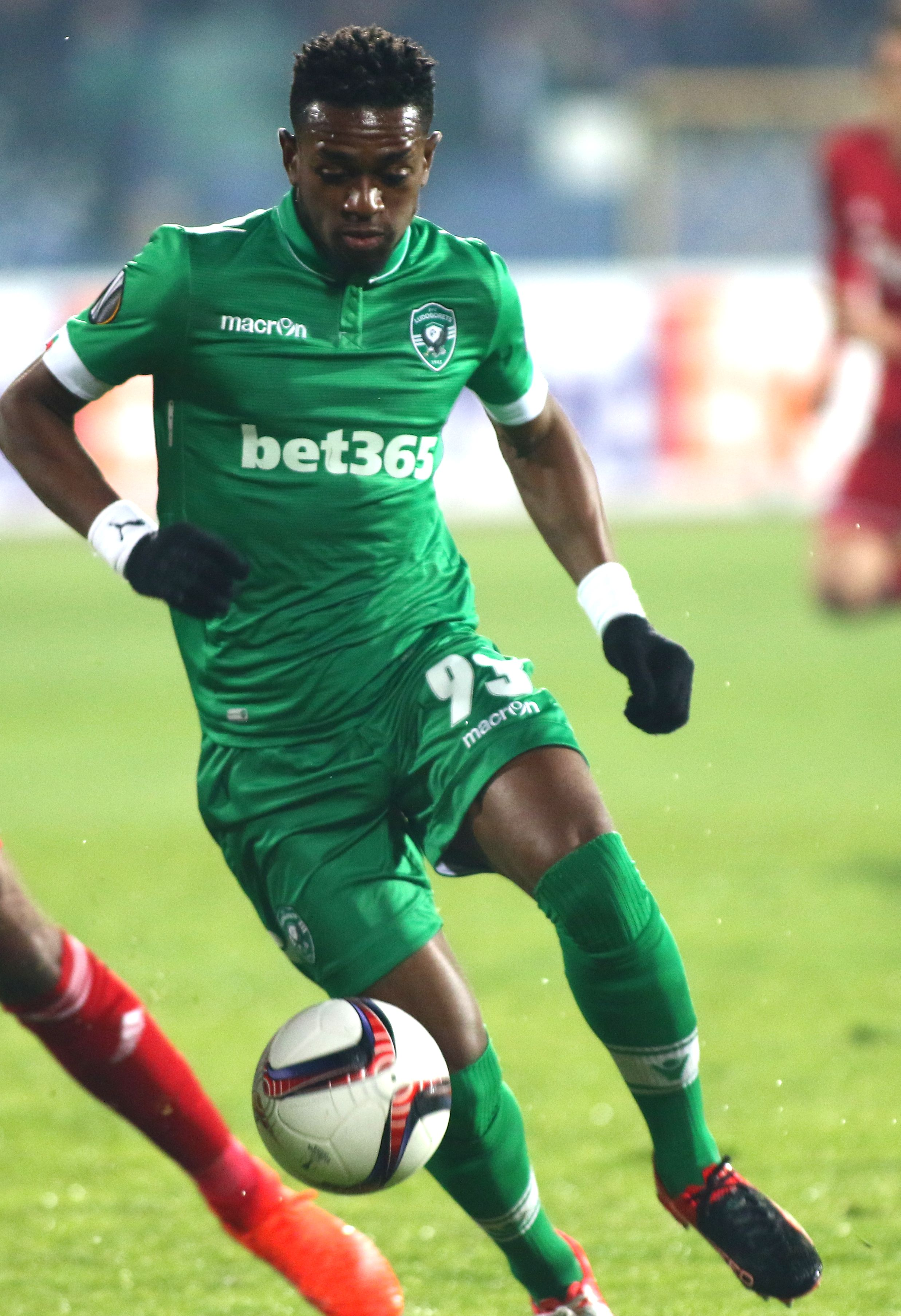
Misidjan avec Ludogorets en 2017

Virgil Misidjan est formé dans les clubs de Willem II et du RKC Waalwijk.
Début 2012, il retourne dans le club de Willem II. Il réalise ses débuts professionnels en Eerste divisie (D2), et contribue à la montée du club en Eredivisie (D1). Il finit la saison avec 14 matches joués et 6 buts marqués. La saison suivante, il dispute 34 matchs, pour 4 buts inscrits, en première division.
Le 16 août 2013, il signe un contrat avec le club bulgare du Ludogorets Razgrad pour une somme de 700 000 euros. Il fait ses débuts le jour suivant contre le Lokomotiv Plovdiv, avec une victoire 1-0. Le 19 septembre 2013, il marque son premier but en Coupe d’Europe contre le PSV Eindhoven en Ligue Europa (victoire 2-0 pour Ludogorets). Le 3 octobre 2013, il marque un deuxième but en Ligue Europa, face au Dinamo Zagreb, pour une victoire 3-0.
Le 5 décembre 2014, il inscrit son premier doublé dans le championnat bulgare, lors d'un déplacement sur la pelouse du Stara Zagora (victoire 0-4 de Ludogorets).
Le 31 août 2018, il est transféré en Allemagne au FC Nuremberg.
Le 7 janvier 2021, il s'engage pour six mois en faveur du PEC Zwolle.

## Palmarès
- Willem II
  - Champion des Pays-Bas de D2 en 2014

- Ludogorets Razgrad
  - Champion de Bulgarie en 2014, 2015, 2016, 2017 et 2018
  - Vainqueur de la Coupe de Bulgarie en 2014 (en)
  - Finaliste de la Coupe de Bulgarie en 2017 (en)
  - Vainqueur de la Supercoupe de Bulgarie en 2014 (en) et 2018 (en)